# Australië op de Olympische Winterspelen 1976
Tijdens de Olympische Winterspelen van 1976, die in Innsbruck (Oostenrijk) werden gehouden, nam Australië voor de achtste keer deel.

## Deelnemers en resultaten

### Alpineskiën
| Olympiër     | Discipline       | Resultaat | Prestatie                       |
| ------------ | ---------------- | --------- | ------------------------------- |
| Kim Clifford | afdaling (m)     | 34e       | 1.51,64 (+5,91)                 |
| Kim Clifford | reuzenslalom (m) | DSQ-2     | run 1: run 2: gediskwalificeerd |
| Kim Clifford | slalom (m)       | DNF-1     | run 1: opgave                   |
| David Griff  | afdaling (m)     | 22e       | 1.49,02 (+3,29)                 |
| David Griff  | slalom (m)       | DNF-1     | run 1: opgave                   |
| Rob McIntyre | afdaling (m)     | DNF       | opgave                          |
|              |                  |           |                                 |
| Joanne Henke | afdaling (v)     | 36e       | 1.59,59 (+13,43)                |
| Joanne Henke | reuzenslalom (v) | 40e       | 1.45,40 (+16,27)                |
| Joanne Henke | slalom (v)       | DNF-1     | run 1: opgave                   |
| Sally Rodd   | afdaling (v)     | 31e       | 1.54,82 (+8,66)                 |
| Sally Rodd   | reuzenslalom (v) | 33e       | 1.37,52 (+8,39)                 |
| Sally Rodd   | slalom (v)       | DNF-1     | run 1: opgave                   |

### Kunstrijden
| Olympiër      | Discipline | Resultaat | Prestatie                     |
| ------------- | ---------- | --------- | ----------------------------- |
| Billy Schober | mannen     | DNF       | opgave                        |
| Sharon Burley | vrouwen    | 20e       | pc. 180,0 score: 149,3 punten |

### Schaatsen
| Olympiër     | Discipline   | Resultaat | Prestatie         |
| ------------ | ------------ | --------- | ----------------- |
| Colin Coates | 500 m (m)    | 25e       | 41,77 (+2,60)     |
| Colin Coates | 1000 m (m)   | 11e       | 1.21,72 (+2,40)   |
| Colin Coates | 1500 m (m)   | 8e        | 2.03,34 (+3,96)   |
| Colin Coates | 5000 m (m)   | 10e       | 7.41,96 (+17,48)  |
| Colin Coates | 10.000 m (m) | 6e        | 15.16,80 (+26,21) |

Andorra · Argentinië · Australië · België · Bondsrepubliek Duitsland · Bulgarije · Canada · Chili · Duitse Democratische Republiek · Finland · Frankrijk · Griekenland · Groot-Brittannië · Hongarije · IJsland · Iran · Italië · Japan · Joegoslavië · Libanon · Liechtenstein · Nederland · Nieuw-Zeeland · Noorwegen · Oostenrijk · Polen · Roemenië · San Marino · Sovjet-Unie · Spanje · Taiwan · Tsjecho-Slowakije · Turkije · Verenigde Staten · Zuid-Korea · Zweden · Zwitserland